# 甬金铁路
甬金铁路是浙江省一条连接宁波市与金华市的客货共用的铁路，途经宁波、绍兴、金华下辖的奉化、新昌、嵊州、东阳、义乌五县市，亦是为宁波港开拓内陆腹地的一条重要疏港铁路。铁路于2016年12月29日开工建设，2023年12月31日开通运营。

## 线路
甬金铁路位于浙江中东部地区，西起义乌市，连接沪昆铁路，途经东阳、嵊州、新昌、宁波市奉化区，终于宁波市鄞州区，与甬台温铁路、北仑支线、宁波北环线对接。线路起自沪昆铁路鹤田线路所，上下行线分别与沪昆铁路平行至上金隧道后向东下穿杭长客运专线，随后向东在义乌苏溪镇设苏溪站，随后进入东阳市，上跨甬金高速公路，在江北街道设置东阳北站。此后线路途经六石街道、巍山镇，跨诸永高速公路并进入嵊州市，在长乐镇南设置嵊州西站，此后在甬金高速公路南侧与高速并行，经过甘霖镇、三江街道，在嵊州新昌站与杭绍台高速铁路十字交叉。此后线路上跨常台高速公路和黄泽江，设置新昌北站，此后再次上跨甬金高速公路，在金庭镇穿四明山，在宁波市奉化区溪口镇西南设溪口站。此后线路折向东南，穿提灯山，在尚田街道上跨甬台温铁路并折向北与甬台温铁路并行至奉化站，随后上下行线路分开，继续与甬台温铁路并行，经过姜山镇、云龙镇，终于宁波北环线云龙站。线路依照国铁一级标准设计，设计行车时速160公里（预留200公里）。为了更好服务义乌小商品运输，线路满足双层高箱集装箱运输条件，为中国首条可通行双层高箱集装箱的铁路。

## 历史
早在20世纪90年代初期，浙江省东阳市人大代表就提出了修建宁波至金华铁路的建议，2004年时任东阳市市长亦认为宁波作为中国重要港口城市，由于交通设施不足，对浙中西部经济缺乏带动作用。2010年，铁道部第四设计院专家前往绍兴等地就线路走向、技术标准等进行踏勘，但2011年由于国家宏观经济政策调整，新建铁路项目审批暂停。2012年，甬金铁路被浙江省铁路网规划 (2011-2030年)列入近期规划建设线路，并于2014年列入浙江省铁路建设“八八计划”之中。
2016年12月29日，甬金铁路先行段在宁波市奉化区溪口镇开工建设，开工部分为全线最长隧道千石岩隧道。2017年11月，线路初步设计由中国铁路总公司和浙江省人民政府联合批复。2019年10月29日，线路全线开工建设。
2021年12月6日，甬金铁路首条超5000米长大隧道邵家坪隧道顺利贯通。
2022年5月9日，甬金铁路全线最长双线特大桥，全长7.1公里、共计209榀预制箱梁的北后周特大桥顺利完成架设。6月21日，跨诸永高速特大桥（40＋72＋40）米、重4000吨的双向转体连续梁，在经过一个半小时逆时针方向旋转88度后，实现精准对接，顺利完成转体。7月12日，甬金铁路凰升塘右线特大桥在上跨地方351国道、下穿既有沪昆高铁后，槽型梁完成转体成功上跨沪昆铁路。9月10日，浙江省在建最长的铁路隧道千石岩隧道顺利贯通，施工人员采用矿山法施工，隧道独头掘进长度达4524米，刷新了中国矿山法隧道施工独头掘进最长纪录。
2023年3月19日，甬金铁路鲍村隧道贯通，标志全线45座隧道全部贯通。5月22日，甬金铁路“双层高箱集装箱”运输铁路试验段（东阳站至嵊州站）铺轨贯通，铺轨全长119公里。9月5日，该试验段接触网送电。11月2日，全线铺轨完成。12月9日，全线接触网送电。12月12日，进入动态检测阶段，12月31日开通运营。

## 车站
甬金铁路全线设站9座，其中既有线车站2座（奉化、云龙），新建车站6座，预留1座。运营初期4座车站开通客运服务，奉化站暂无停靠车次。
| 甬金铁路     |          |          |                             |                               |                                     |                                                 |
| 车站名称     | 所在区域 | 所在区域 | 鹤田线路所 起计里程（公里） | 连接铁路                      | 城市轨道交通 转乘路线               | 备注                                            |
| 宁波站       | 宁波市   | 海曙区   |                             | 萧甬铁路 杭甬客运专线         | 宁波轨道交通2号线 宁波轨道交通4号线 | 8台16线                                         |
| 宁波东站     | 宁波市   | 鄞州区   |                             | 北仑支线                      | 宁波轨道交通4号线                   | 3台9线，暂停客运                                |
| 甬金正线     |          |          |                             |                               |                                     |                                                 |
| 云龙站       | 宁波市   | 鄞州区   | 181.86                      | 甬台温铁路 宁波铁路枢纽北环线 | 宁波轨道交通12号线                  | 甬台温线既有车站改建，6线货运站（预留客运条件） |
| 奉化站       | 宁波市   | 奉化区   | 160.97                      | 甬台温铁路                    |                                     | 甬台温线既有车站改建，4台10线（甬金线暂无车次） |
| 溪口站       | 宁波市   | 奉化区   | 133.35                      |                               |                                     | 2台4线                                          |
| 新昌北站     | 绍兴市   | 新昌县   | 105.15                      |                               |                                     | 2台4线                                          |
| 嵊州新昌站   | 绍兴市   | 嵊州市   | 88.45                       | 杭台高速铁路                  |                                     | 甬金场2台6线，与杭绍台无联络线                  |
| 嵊州西站     | 绍兴市   | 嵊州市   | 62.45                       |                               |                                     | 5线货运站（预留客运条件）                       |
| 虎鹿站       | 金华市   | 东阳市   | 42.55                       |                               |                                     | 预留站                                          |
| 东阳北站     | 金华市   | 东阳市   | 27.75                       |                               |                                     | 2台6线                                          |
| 苏溪站       | 金华市   | 义乌市   | 18.20                       |                               |                                     | 5线货运站                                       |
| 鹤田线路所   | 金华市   | 义乌市   | 0                           | 沪昆铁路                      |                                     | 仅上行线                                        |
| 沪昆线既有线 |          |          |                             |                               |                                     |                                                 |
| 义乌站       | 金华市   | 义乌市   |                             | 沪昆客运专线 杭温高速铁路     | 义东线                              |                                                 |
| 义乌西站     | 金华市   | 义乌市   |                             |                               |                                     |                                                 |
| 塘雅站       | 金华市   | 金东区   |                             |                               |                                     |                                                 |
| 东孝站       | 金华市   | 金东区   |                             | 金温铁路 金温货线             |                                     | 新建渡线往沪昆客运专线                          |
| 金华站       | 金华市   | 婺城区   |                             | 沪昆客运专线 金千铁路         | 金义线                              |                                                 |

## 使用车辆
甬金铁路运营初期客运采用CR200J动力集中型动车组。